# نور الصناع
نور محمد الصناع (مواليد السعودية 9 سبتمبر ). هو مهندس ميكانيكي ومستشار في التجارة الإلكترونية   وعدّاء بالمنتخب السعودي للمسافات طويلة والقصيرة.
بطل العالم في سباق 400م و الرقم القياسي العالمي في 400م و800م T44. احرز ألقاب عدة في بطولات المملكة للناشئين والشباب والأولى للأسوياء. وهو بطل المملكة في الناشئين والشباب 2001م و 2002م و 2003م و 2004م مع المدرب الجزائري حميمي صحراوي. ذهب عام 2005م لإكمال دراسته بالولايات المتحدة الأمريكية بولاية أريزونا ومنها بدأ مشواره الرياضي كمحترف في جامعات أمريكا في عام 2008م حيث أحرز بطل 5000 متر في بطولة ولاية أريزونا الأمريكية، كما أحرز مراكز عديدة متقدمة في بطولات جامعة أريزونا الشمالية المفتوحة للجامعات وشارك في بطولات أخرى عديدة في مختلف ولايات أمريكا الشمالية.

## مسيرته
وُلِدَ في مدينة تاروت، والتحق بـنادي الهدى في صيف 1998م. في سن السابعة من عمره، خطأ طبي تسبب له في شلل وضمور في رجله اليسرى منعه من المشي بشكل طبيعي وعاش بعدها تجربةً مريرةً مع مستشفيات المملكة كادت أن تقضي على أحلامه والذي لم يستسلم يوماً لعجز الأطباء وذلك بحسب ما جاء خلال لقائه مع ”’MBC“ التلفزيونية بعد فوزه بسباق 800 بالإمارات.

## دراسته
درس الهندسة الميكانيكية في جامعة أريزونا الشمالية وتخرج عام 2013م ويعمل حالياً مهندس ميكانيكي في إحدى الشركات الخاصة.

## انجازاته
- الرقم القياسي العالمي في 800م تصنيف T44، بطولة فزاع الدولية لألعاب القوى 2018م.[3][4]
- 3 ذهبيات وفضيتان ووحدة برونز في بطولة فزاع الدولية لألعاب القوى والشارقة 2018م.[5]
- فضية سباق 200م تصنيف T44 بزمن قدره 24:10ث بدورة الألعاب الآسيوية البارالمبية “جاكرتا 2018م” [6][7]
- ذهبية سباق 400م بزمن وقدره 53.00 ث بدورة الألعاب الآسيوية البارالمبية “جاكرتا 2018م” [8]
- بطل المملكة عند الناشئين وكذا الشباب في السباقات بين 800م وإلى غاية 10000م وهذا بين 2001م و2003م.[9]
- ذهبية سباق 8 كيلو بطولة الشرقية لاختراق الضاحية 2018م.
- برونزية بطولة المملكة لاختراق الضاحية في 10كيلو متر بزمن 30.48 دقيقة المقامة في الرياض 2018م.
- فضية بطولة المملكة في سباق 1500 متر المقامة في نادي الصفا 2018م

## نشاطه الرياضي
- تنظيم سباق ماراثون الألوان الخيري وهو ”سباق مفتوح“ لفئات عمرية مختلفة.[10]